# Gilbert Gress
Gilbert Gress (* 17. Dezember 1941 in Straßburg) ist ein Fußballtrainer und ehemaliger -spieler. Er besitzt die französische und die Schweizer Staatsbürgerschaft.

## Vereinskarriere
Der Außenstürmer und Mittelfeldspieler begann seine professionelle Fußballlaufbahn in seiner Geburtsstadt bei Racing Straßburg, wo die Fans ihn bald als „Engel von der Meinau“ (l’Ange de la Meinau; das Stade de la Meinau ist das Stadion des Klubs) bezeichneten. Kurz nach seinem ersten Spiel für Straßburgs Ligamannschaft (Mai 1960) stieg diese in die 2. Liga ab und kehrte nach einem Jahr in die Division 1 zurück. Racing spielte bis zu Gress’ Wechsel in die deutsche Bundesliga zum VfB Stuttgart (1966) im Tabellenmittelfeld mit und gewann 1964 den Liga- und 1966 den französischen Vereinspokal.
In der Bundesliga war Gress der erste Franzose. Er gewann mit den Schwaben keinen Titel; in dieser Zeit wurde er erstmals in die französische Nationalelf berufen. Während der Spielzeit 1970/71 kehrte Gress nach Frankreich zurück und wurde mit Olympique Marseille zweimal französischer Meister. Von 1973 bis 1975 spielte er wieder für Racing, wechselte dann für ein Jahr zu Neuchâtel Xamax in die Schweizer Nationalliga A und beendete dort 1976 seine Spielerkarriere.
Gress absolvierte in Frankreich 290 Erstligaspiele (201 für Straßburg, 89 für Marseille) und erzielte dabei 28 Tore; in der Bundesliga kam er auf 149 Einsätze und 26 Treffer.

### Palmarès
- Französischer Pokalsieger: 1966
- Französischer Meister: 1971, 1972

## Nationalspieler für Frankreich
1966 war Gilbert Gress auf einem ersten Höhepunkt seiner Karriere angelangt; dennoch nahm Nationaltrainer Henri Guérin den lauf- und spielstarken Außenstürmer nicht mit zur Weltmeisterschaft in England. Unter dem neuen Coach Louis Dugauguez kam er dann am 27. September 1967 doch noch zu seinem ersten Einsatz in der Nationalelf (1:5 gegen Deutschland in Berlin) – für das Spiel in Polen zehn Tage zuvor hatte ihm sein Stuttgarter Vereinstrainer Gunther Baumann noch die Freistellung verweigert. Insgesamt spielte Gress 1967, 1968 und 1971 dreimal in der Équipe Tricolore, blieb aber ohne Torerfolg.

## Gress als Trainer
Seit 1977 arbeitet Gress als Fußballlehrer, wobei er auch diese Karriere in seiner Geburtsstadt Straßburg begann. Mit Racing Straßburg gewann er 1979 die französische Meisterschaft. Ein Jahr zuvor war er zum Trainer des Jahres gewählt worden. Seine Popularität im Elsass äußerte sich auch in der Gründung eines Gilbert-Gress-Fanclubs. Außerdem arbeitete er in Belgien, Österreich und mehr als 16 Jahre in der Schweiz, davon zwölf Jahre bei Neuchâtel Xamax. In dieser Funktion gewann Gress zwei Landesmeisterschaften, die bis heute einzigen in der modernen Klubgeschichte des 1970 durch Fusion des FC Xamax mit dem FC Cantonal Neuchâtel entstandenen FC Neuchâtel Xamax.
Ende 1997 wurde Gress zum Nationaltrainer berufen und war 1998 und 1999 Trainer der Schweizer Landesauswahl, wobei die Qualifikation für die Fußball-EM 2000 knapp verpasst wurde. Eine Verlängerung des Vertrags scheiterte an Gress’ Lohnforderung. Als Coach beim FC Zürich gewann er im Jahr 2000 den Schweizer Cup, verpasste allerdings die angestrebte Qualifikation für die damals noch existierende „Finalrunde“ der Schweizer Fußballmeisterschaft. Im Jahre 2002 war er für einige Monate Trainer beim FC Metz, konnte den Verein aber nicht mehr vor dem Abstieg in die 2. Liga retten.
Kurz vor Saisonende 2006/07 übernahm er interimsweise den Trainerposten beim FC Aarau, den er vom letzten noch auf den vorletzten Rang der höchsten Liga führte, so dass Aarau die Klasse aus eigener Kraft mittels der Barrage-Spiele erhalten konnte. Gress bekam aber keinen definitiven Vertrag, da der FC Aarau laut dessen Vizepräsidenten bereits Ryszard Komornicki als neuen Trainer angestellt hatte. Im Juni 2009 wurde Gress als Trainer für die folgende Saison wieder bei Racing Straßburg verpflichtet, der mittlerweile in der zweiten Liga spielte. Dort wurde er im August desselben Jahres nach nur zwei Spielen infolge von Differenzen mit dem Mehrheitsaktionär entlassen.

### Titel als Trainer
- Französischer Meister: 1979
- Schweizer Meister: 1987, 1988
- Schweizer Cupsieger: 2000
- Französischer Trainer des Jahres: 1978

## Medienpräsenz
2006 und 2008 trainierte Gilbert Gress für das Schweizer Fernsehen im Rahmen der Sendung Der Match eine Prominentenauswahl. Während der Fußball-WM 2006 und 2010 sowie der Euro 08 und Euro 12 war er fast täglich im Schweizer Fernsehen zu sehen, als er die aktuellen Spiele analysierte. Gemeinsam mit dem Schweizer DJ und Produzenten Sir Colin nahm er auch den Song „Olé Gilbert Gress“ auf. Gress ist auch prominenter Werbeträger für das 2009 lancierte Schweizer Fußball-Toto-Spiel TOTOgoal.
Gress war Fußball-Experte bei den Sendern SRF (bis 2014), TV24 (ab 2017) und Blue (2018 bis 2021). Er war regelmäßig Studiogast beim Schweizer Fernsehen SRF zwei und analysierte zusammen mit Raphael Wicky (und Andy Egli) UEFA-Champions-League-Spiele. Gilbert Gress war Werbemodell der Schweizer Augenoptikkette McOptic.

## Sonstiges
In der Castingshow Die grössten Schweizer Talente auf SRF 1 saß Gress 2015 und 2016 in der dritten und vierten Staffel als Jurymitglied. Er lebt in Straßburg, besitzt allerdings auch eine Zweitwohnung im Kanton Neuenburg.